# Montia Lake
Der Montia Lake ist ein See auf Südgeorgien im Südatlantik. In der Busen-Region liegt er zwischen dem Foxtail Peak und dem Alopecurus Peak am Nordufer der Cumberland West Bay.
Das UK Antarctic Place-Names Committee benannte ihn 2013 nach dem Bach-Quellkraut (Montia fontana), das in diesem Gebiet verbreitet ist.